# 越路町 (石川県)
越路町（こしじまち）は、石川県鹿島郡に存在した町。
町の名称は、荒山峠を越えて越中国に至るその道中にある所、という意味による。

## 地理
- 現在の中能登町東部（旧鹿島町においては北東部）。北側は邑知地溝帯に沿う平野、南側は丘陵部であり、石動山の西麓にあたる。富山県と県境を成す。
- 二宮には、七尾街道の宿駅が置かれていた。
- 山: 石動山、荒山峠
- 河川: 長曽川、二宮川、石塚川

## 歴史
- 1889年（明治22年）4月1日 - 町村制の施行により、鹿島郡二宮村、芹川村、芹川村原山分、浅井村、徳前村、武部村、石動山、坪川村、在江村、蟻ヶ原村、西村及び久乃木村を廃し、その区域をもって鹿島郡越路村を設置する。
- 1903年（明治36年）- 養蚕業従事戸数、カイコ繭の生産高共に鹿島郡内で越路村が1位となる。
- 1942年（昭和17年）1月1日 - 町制施行、越路町となる。
- 1955年（昭和30年）1月1日 - 、滝尾村、久江村、御祖村と合併し、鹿島町となる。このうち芹川原山分は原山と改称、あとの11大字は鹿島町の大字に継承。

## 教育
- 越路町立越路小学校（現・中能登町立越路小学校）
  - 越路町立越路小学校在江分校

## 交通
- 二級国道159号七尾金沢線（現在の国道159号）
- 国鉄七尾線が通っていたが、当時町内に駅は無かった（能登二宮駅の開業は1960年2月10日）。

## 産業
- 織物業
  - 絹織物
  - 麻織物

## 神社・仏閣
- 天日陰比咩神社（能登国二宮）
- 伊須流岐比古神社（石動山）